# Machane Jehuda

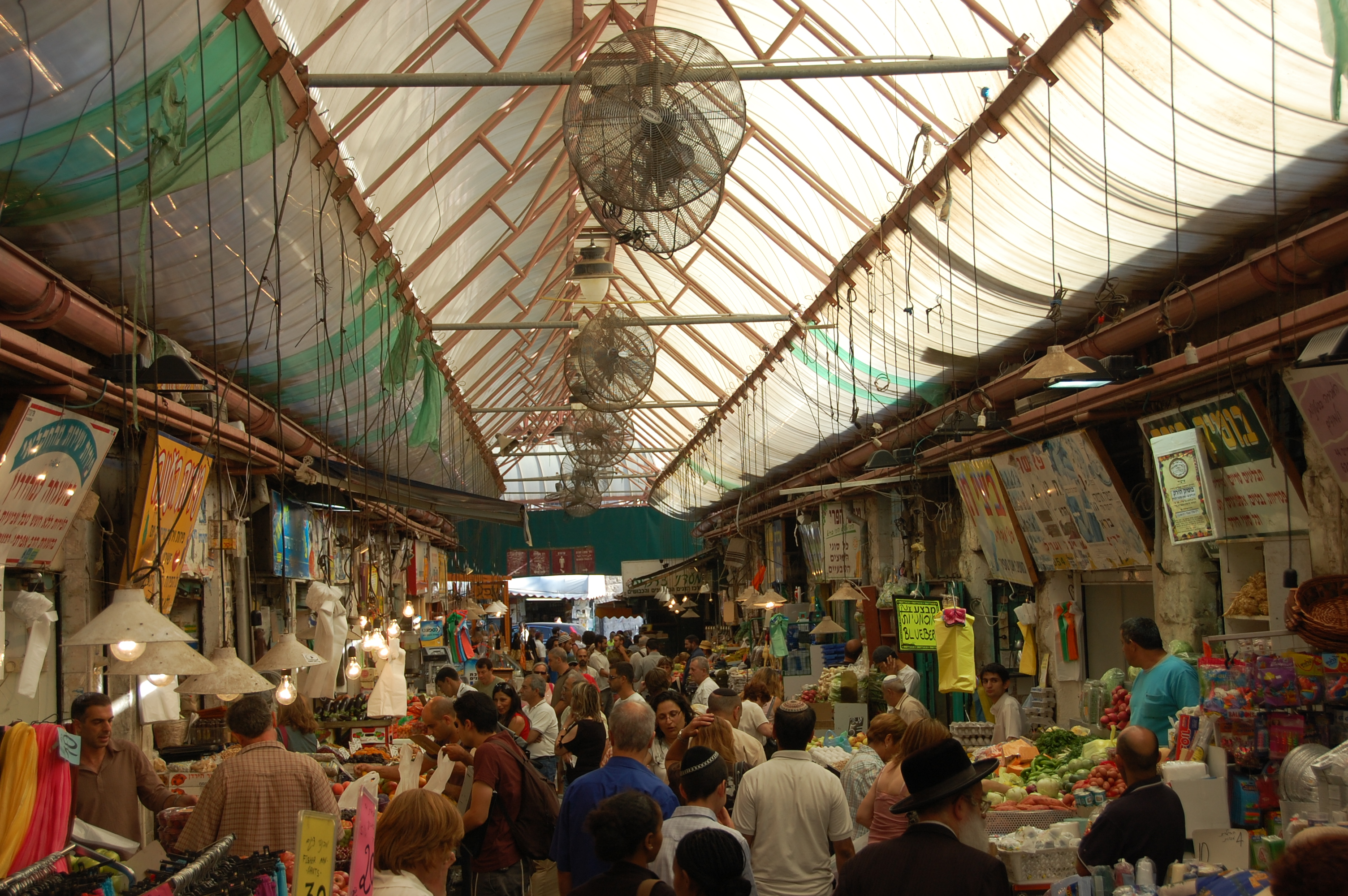
Trh Machane Jehuda

Machane Jehuda (hebrejsky: מחנה יהודה, doslova Jehudův tábor) je městská čtvrť v centrální části Jeruzaléma v Izraeli.

## Geografie
Je součástí širšího zastavěného distriktu zvaného Lev ha-ir (Střed města), který zaujímá centrální oblast Západního Jeruzaléma. Na jihu hraničí s čtvrtí Zichron Josef. Na severu s čtvrtěmi Ruchama a Mekor Baruch. Leží v nadmořské výšce cca 800 metrů cca 2 kilometry severozápadně od Starého Města. Populace čtvrti je židovská.

## Dějiny
Vznikla v 80. letech 19. století v oblasti vymezené na severu třídou Derech Jafo popřípadě až ulicí Rechov David Jelin, na západě ulicí Rechov Navon a na východě ulicí Rechov Josef Ben Matitjahu. Předtím v této lokalitě stál jen jediný dvoupatrový dům, šlo o policejní stanici, v níž dříve pobýval britský konzul Noah Moore (ve funkci 1863–1890) se svou velkou rodinou. Vznik obytného souboru Machane Jehuda souvisí s hnutím Útěk z hradeb, v jehož rámci Židé opouštěli přelidněné Staré Město. Za výstavbou čtvrti stál Ja'akov Frutiger ze Švýcarska, který ve Starém Městě vlastnil banku. Jeho obchodní partneři Josef Navon a Šalom Konstrum ho přesvědčili, aby na pozemcích, které tu vlastnil, poblíž staré policejní stanice, zbudoval obytný soubor. Jméno odkazuje na bratra Josefa Navona Jehudu, který zemřel v mládí. Vyrostla tu skupina jednoduchých domů s dvěma pokoji, kuchyní a koupelnou, které potom byly odprodávány soukromým zájemcům. V první fázi se tu v roce 1887 usadilo 39 rodin. Do roku 1888 jejich počet vzrostl na 50. Některé parcely ale dlouho zůstávaly nezastavěné. Vyrostl tu později také trh Machane Jehuda, dodnes jedna z hlavních tržnic v Jeruzalému. Obchody podél tohoto trhu byly postaveny roku 1929 z iniciativy Šloma Moussaieffa. Ve čtvrti fungují četné ješivy.